# Paraliochthonius puertoricensis
Paraliochthonius puertoricensis is een bastaardschorpioenensoort uit de familie van de Chthoniidae. De wetenschappelijke naam van de soort is voor het eerst geldig gepubliceerd in 1967 door Muchmore.